# 비 (가수)
비(본명: 정지훈, 鄭智薰, 1982년 6월 25일 ~ )는 대한민국의 가수, 배우이다.

## 학력
- 서울창서초등학교(졸업)
- 숭문중학교(졸업)
- 안양예술고등학교(졸업)
- 경희대학교(포스트모던음악학과 졸업)
- 단국대학교(공연예술학과)

## 생애

### 젊은 시절
본관은 경주이며, 1982년 6월 25일 충청남도 서산시에서 1남 1녀 중 장남으로 태어났다. 어린 시절 정지훈은 마이클 잭슨을 우상으로 삼고 춤추기를 좋아했지만 어머니는 학업에 전념하기를 원했다. 그리고 춤과 노래에 많은 열정이 있던 비는 경기도 안양시에 위치한 안양예술고등학교의 진학을 결정했다. 정지훈은 가수가 되기 위해 오디션을 12번을 봤지만, 모두 떨어졌다. 이후 박진영을 만나면서 JYP의 연습생으로 들어갔다.

### 1998~2002: 팬클럽과 초기 활동
JYP의 연습생으로 들어간 비는 1998년 5월, 6인조 댄스그룹 '팬클럽'의 멤버로 데뷔하였다. 활동 당시에는 예명인 '비'를 사용하지 않았던 그는 《1집 FANCLUB》으로 데뷔하였는데, 이 안에는 '꿈을 찾아서' 등의 노래가 있다. 이후 1999년 6월에는《2집》을 발표하였다.
2000년, 그는 팬클럽 구성원으로서 활동을 끝냈다. 같은 해 12월, 당뇨병을 앓고 있던 어머니가 돌아가셨다. 그는 솔로 가수로 전환하기 전까지 무대 경험을 쌓기 위해 JYP 연습생으로 가수 박지윤과 박진영의 백댄서와 안무가로 활동했다.

### 2005~13: 국제 진출과 군 복무

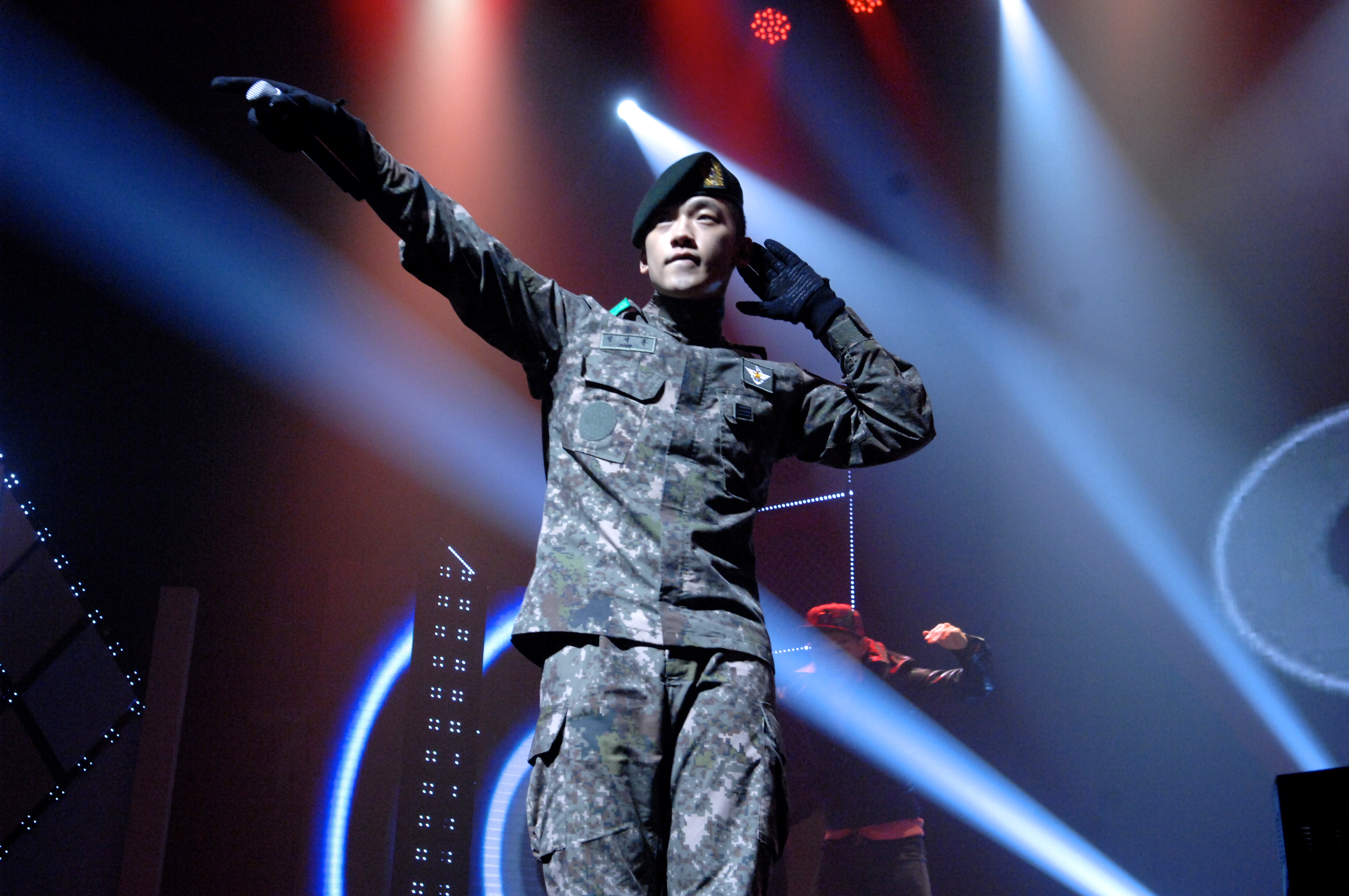
군 복무중 위문열차에서 공연하는 모습

- 2005년 2월 3일 아시아 최초 태국 MTV ASIA AID(MAA)최고 인기 한국가수상 수상
- 2005년 5월 29일 아시아 최초 일본 MTV Video Music Awards Japan(VMAJ)버즈 아시아 한국가수상 수상
- 2005년 7월 24일 아시아 최초 중국 MTV Mandar in Music Honors(MMH)올해의 한국가수상 수상
- 2월, 5월, 7월 아시아 최초 MTV MAA, VMAJ, MMA 수상 (Grand slam)달성

- 2005년 8월 15일 한국인 최초 대만 동양음악차트 "It's Raining" 5주간 1위[6]
- 2005년 9월 2-3 한국 가수 최초 2회 연속 Tokyo Budokan 단독공연The First Live Concert Rainy Day
- 2005년 10. 22 아시아 최초 중국 Beijing Worker's Stadium대규모 단독 콘서트
- 2005년 11. 19 한국인 최초 CNN Talk Asia"아시아를 대표하는 대중문화의 아이콘으로 소개인터뷰방송

2006년 5월 미국 시사주간지 타임에서 선정한 세계에서 가장 영향력 있는 인물 100명 중의 한 명으로 선정되었다. 2007년 비는 JYP 소속사 계약 만료로 박진영과 결별하고 JYP 엔터테인먼트를 떠나 제이튠 엔터테인먼트를 설립하였다. 2008년 하계 올림픽 폐회식에도 깜짝 출연하였다. 박진영 품을 떠난 후 처음 발매한 앨범 2008년 10월 Rainism으로 성공적인 컴백을 했다. 이 곡도 It's raining 못지않게 국내와 외국에서 큰 인기를 얻었다. 2010년 3월 미국 로스앤젤레스 웨스틴 보나벤처 호텔에서 열린 '그린 플래닛 무비 어워드(Green Planet Movie Awards)'에서 '할리우드 발군의 아시아 스타 10인'에 선정된 것을 비롯해 '올해의 아시아 문화 대사상'과 '최우수 외국 엔터테이너상' 등 3개 부문을 수상했다.
2010년 4월에는 대한민국에서 1년여 만에 새 앨범 Back To The Basic을 발매하고 활동하였다. 컴백하자마자 음악 프로그램에서 1위로도 선정되었다. 새 앨범 활동이 끝나자 드라마 촬영에 돌입했는데, 그 드라마는 2010년 9월부터 KBS에서 《도망자 플랜 B》라는 제목으로 방영되기 시작했다.
한편 2009년 할리우드 메이저 영화 단독 주연으로 "닌자 어쌔신" 개봉하였고 2010년 6월 6일 아시아 한국인 최초로 미국 LA에서 열린 제19회 "2010 엠티비 무비 어워드(MTV Movie Awards)에서 최고의 액션 스타상(Biggest Bad ass Star)을 수상하였다. 아시아 최초 첫 단독 주연 액션 스타상은 비가 최초이다. 또한 미국의 배우 안젤리나 졸리는 한 언론과의 인터뷰에서 비는 정말 대단하다며 극찬을 펼치기도 했었다.
2011년 아시아 연예인 최초로 미국 타임 세계에서 가장 영향력 있는 100인에 2회 선정되었다.
미국 타임 100인 선정은 타임 심사 위원들의 심사를 거쳐 선정하는데 가능하면 과거에 뽑힌 인물은 중복해서 선정하지 않는 게 원칙이고 인터넷 투표는 참고사항일 뿐이라고 밝힌바 있다.
비는 지금까지 온라인 인기투표 리스트에 총 6회 이름이 올려졌다.
그는 의정부 306 보충대에서 기초군사훈련을 받고 2011년 10월 14일 신병 훈련지는 5사단 열쇠부대로 배치받았다. 11월 17일 비는 특급전사로 뽑힌 것은 물론 사단장 표창인 ‘존중상’도 받았다. 군 관계자는 “비가 뛰어난 사격 실력과 체력, 솔선수범하는 생활태도로 다른 병사들의 귀감이 됐다.”라고 말했다. 비는 신병 자치대에서 중대장 훈련병을 맡기도 했다. 이날 퇴소식을 마친 비는 18일 제2 신병교육대에 입소해 앞으로 3주간 심화 교육을 거친 뒤 다음 달 9일 5사단 신병교육대 조교로 복무하다가 국방부 홍보 지원단으로 보직이 변경되었다. 탈모보행으로 2013년 1월 7일간의 근신 처분을 받았으며 2013년 7월 10일에 제대하였다. 비는 군 입대 후 큐브 엔터테인먼트로 소속되었으나 현재는 레인컴퍼니 1인 기획사에 소속되어 있다.

### 2014: Rain Effect
2014년 1월 2일 6년 만의 새 앨범이자 여섯 번째 정규 앨범 《Rain Effect》를 발매했다. 2015년 9월 17일 어느 한 매체에서 비가 얼마 전 큐브 엔터테인먼트에서 전속 계약 만료됨으로 따라 현재 레인컴퍼니 1인 기획사에 소속되어 국내외 활동을 하고 있다.

### 2017년 ~ 현재
2017년 1월 15일 새 싱글앨범 〈최고의 선물〉을 발매했고, 1월 19일 김태희와 결혼하였다. 같은해 12월 1일 EP앨범 《MY LIFE愛》를 발매했으며 해당 앨범의 타이틀곡인 〈깡〉으로 훗날 인기몰이를 했다.

## 사건 사고 및 논란
지난 2011년 11월과 12월 세 차례 공무상 외출을 나갔다가 복귀하는 길에, 배우 김태희와 사적인 만남을 가졌다.
비는 외출 당시 군인 신분임에도, 착모를 하지 않아 복장 규정을 위반했고, 공연 준비 등 군 임무를 위한 것이 아닌, 사적인 데이트를 위해 외박을 사용하면서 연예병사 특혜 논란이 일었다. 여기에 지난 5월에는 1박에 60만원대 호텔 스위트룸에 머무른 사실이 확인되었으며, 음주와 휴대폰 사용사실까지 확인되면서 국민들의 공분을 샀다.
논란이 확산되자 국방부는 7일간의 근신 처분을 내렸다.
- 키 누락

10년 인터넷 게시판에 비와 이정진이 마주 보고 서있는 사진이 공개되었는데, "이정진이 비보다 커 보이며, 비 실제 키 인증" 논란이 시작되었다. 공식 소개에는 비는 185cm, 이정진은 183cm로 기재되어있다. 이에 대중들은 "비 프로필이 잘못됐다."는 주장이 제기되었다. "사진은 각도에 따라 다르다"라는 옹호론도 등장하였다. 비는 10년 3월 15일, "라인업"에 출연하여, 비와 이윤석은 185cm로 기재되어있지만, 이윤석이 훨씬 더 컸다. 그리고 10년 8월 4일, 비가 키 논란에 대하여 해명하며 이정진과 나란히 팔짱을 낀 사진이 인터넷을 통하여 공개됐다. 옹호여론도 존재한다.

## 사생활
라디오 프로그램 방송 사고에 이효리와 함께 연관되어 있다는 루머가 있었으나 사이버 수사결과 초등학생의 악의적 장난 목적으로 허위사실 게시글을 올렸던 것으로 밝혀졌고 사실무근인 것으로 확인되었다. 그 당시 비는 홍콩콘서트 공연 중이었기 때문에 라디오 프로그램 전화 연결이나 출연조차 없었다. 애초부터 라디오 프로그램 방송사고 자체가 없었다.

## 음반 목록
| 한국 정규 앨범 2002년: 《 N001 》 2003년: 《 RAIN2 》 2004년: 《 It's Raining 》 2006년: 《 RAINS WORLD 》 2008년: 《 Rainism 》 2014년: 《 RAIN EFFECT 》 미니 앨범 2010년: 《 Back To The Basic 》 EP 앨범 2010년: 《 Back To The Basic 》 2017년: 《 MY LIFE愛 》 2022년: 《 PIECES by RAIN 》 싱글 앨범 2012년: 〈 부산여자 〉 2017년: 〈 최고의 선물 〉 2017년: 〈 깡 〉 2020년: 〈 나로 바꾸자 (feat. 박진영 )〉 2022년: 〈Taste of Korea (with. 몬스타엑스 , 브레이브걸스 , ATEEZ (에이티즈))〉 일본 정규 앨범 2007년: 《Eternal Rain》 |

## 작품 목록
| 연도 | 제목                          | 역할            | 비고                |
| ---- | ----------------------------- | --------------- | ------------------- |
| 2003 | 《상두야, 학교가자》          | 차상두          | 16부작              |
| 2004 | 《풀하우스》                  | 이영재          | 16부작              |
| 2005 | 《이 죽일 놈의 사랑》         | 강복구          | 16부작              |
| 2010 | 《도망자 Plan.B》             | 지우            | 20부작              |
| 2014 | 《내겐 너무 사랑스러운 그녀》 | 이현욱          | 16부작              |
| 2015 | 《다이아몬드 러버》           | 소량            | 68부작              |
| 2016 | 《돌아와요 아저씨》           | 이해준 / 김영수 | 16부작              |
| 2018 | 《스케치》                    | 강동수          | 16부작              |
| 2019 | 《웰컴2라이프》               | 이재상          | 32부작              |
| 2022 | 《고스트 닥터》               | 차영민          | 16부작              |
| 2022 | 《슈룹》                      | 저잣거리의 사내 | 7회 특별출연        |
| 2024 | 《화인가 스캔들》             | 서도윤          | 10부작              |
|      | 팔월미앙                      |                 | 50부작 (중국드라마) |

| 연도 | 제목                      | 역할   | 비고        |
| ---- | ------------------------- | ------ | ----------- |
| 2006 | 《싸이보그지만 괜찮아》   | 박일순 |             |
| 2008 | 《스피드 레이서》         | 태조   |             |
| 2009 | 《닌자 어쌔신》           | 라이조 |             |
| 2012 | 《R2B:리턴투베이스》      | 정태훈 |             |
| 2012 | 《RAIN THE BEST SHOW 3D》 | 본인   | 콘서트 영화 |
| 2014 | 《더 프린스》             | 마크   |             |
| 2014 | 《노수홍안》              | 쉬청쉰 |             |
| 2019 | 《자전차왕 엄복동》       | 엄복동 |             |

| 연도 | 제목          | 역할 | 비고 |
| ---- | ------------- | ---- | ---- |
| 2015 | 《비 콘서트》 | 본인 |      |

## 방송
- 2002년 SBS 청춘시트콤 오렌지
- 2004년 SBS 《SBS 인기가요》
- 2007년 MBC 《대단한 도전》
- 2010년 MBC 스포츠플러스 《날려라 홈런왕》
- 2012년 TV조선 《디펜스 리포트 2012》
- 2017년 KBS2 《아이돌 리부팅 프로젝트 더 유닛》
- 2020년 MBC 《놀면 뭐하니? - 여름 혼성그룹》 ... 싹쓰리(싹3)
- 2020년 Mnet 《I-LAND》
- 2020년 JTBC 《히든싱어 6》 ... 비 편 준우승
- 2020년 SBS 《미운우리새끼》
- 2021년 JTBC 《아는형님》 박진영과 동반출연
- 2021년 MBC 《쇼! 음악중심》 ... 박진영과 동반출연
- 2021년 KBS 《아침마당》 ... 박진영과 동반출연
- 2021년 KBS 《가요무대》 ... 박진영과 동반출연
- 2021년 Mnet《너의 목소리가 보여》 ... 특별 초대가수
- 2021년 MBC 《전지적 참견 시점》
- 2021년 KBS2 《불후의 명곡》
- 2021년 KBS2 《2TV  생생정보》
- 2021년 KBS2 《수미산장》
- 2021년 tVN 《유 퀴즈 온 더 블럭》
- 2021년 tVN 《놀라운 토요일》 (with 김범)
- 2022년 Mnet 《비 엠비셔스》 ... 진행

## 광고
- 2002년 빙그레 투게더 클래스
- 2002년 비단비
- 2002년~2010년 SK텔레콤
- 2003년 TBJ
- 2004년 교보생명
- 2004년 린나이
- 2004년~2005년 광동제약 비타500
- 2005년 팜스퀘어
- 2006년~2008년 LG전자 XNOTE
- 2006년 대원칸타빌
- 2007년 롯데칠성음료 오늘의 차
- 2007년 KB카드
- 2008년~2010년 니콘
- 2009년 피자헛
- 2009년 LG생활건강 오휘포맨
- 2009년~2010년 네이처 리퍼블릭
- 2010년 SK텔레시스 W
- 2010년 롯데쇼핑
- 2010년 삼성생명
- 2010년 현대자동차 YF소나타
- 2010년 Cj원카드
- 2011년 해찬들
- 2011년 쿠팡
- 2011년 JVJQ
- 2011년 멘소래담
- 2018년 SP68 매직팬츠
- 2020년 라클라우드
- 2020년 그리크리티
- 2020년 농심 새우깡
- 2020년 JEEP(자동차)
- 2021년 GC녹십자 비맥스 메타
- 2021년 바디프렌드 (with.김태희)